# Зеленівська сільська рада (Бахчисарайський район)
Зеле́нівська сільська́ ра́да — адміністративно-територіальна одиниця та орган місцевого самоврядування в Бахчисарайському районі Автономної Республіки Крим. Адміністративний центр — село Зелене .

## Загальні відомості
- Населення ради: 1 746 осіб (станом на 2001 рік)

## Населені пункти
Сільській раді були підпорядковані населені пункти:
- с. Зелене
- с. Богатир
- с. Многоріччя
- с. Нагірне
- с. Плотинне
- с. Щасливе

## Склад ради
Рада складалася з 16 депутатів та голови.
- Голова ради: Грибкова Вікторія Миколаївна

### Керівний склад попередніх скликань
| Прізвище, ім'я, по батькові  | Основні відомості                                                         | Дата обрання | Дата звільнення |
| ---------------------------- | ------------------------------------------------------------------------- | ------------ | --------------- |
| Абдураманов Нурі Єнверович   | Сільський голова, 1957 року народження, безпартійний                      | 26.03.2006   | 31.10.2010      |
| Грибкова Вікторія Миколаївна | Сільський голова, 1971 року народження, освіта вища, член Партії регіонів | 31.10.2010   |                 |

Примітка: таблиця складена за даними сайту Верховної Ради України

### Депутати
За результатами місцевих виборів 2010 року депутатами ради стали:

#### За суб'єктами висування
| Суб'єкт висування | Кількість обраних депутатів | %    |
| ----------------- | --------------------------- | ---- |
| Самовисування     | 14                          | 87,5 |
| Партія регіонів   | 2                           | 12,5 |

#### За округами
| № округу        | Прізвище, ім'я, по батькові    | Дата визнання обраним | Освіта           | Партійна приналежність            | Відомості про обраного депутата                                                                          |
| --------------- | ------------------------------ | --------------------- | ---------------- | --------------------------------- | --- |
| Партія регіонів |                                |                       |                  |                                   | |
| 11              | Тікун Дмитро Анатолійович      | 02.11.2010            | середня          | член Партії регіонів              | Ялтинський водоканал, охоронець                                                                          |
| 12              | Меркулова Раїса Анатоліївна    | 02.11.2010            | середня          | член Партії регіонів              | Сімферопольський поштамт, вдділення с. Щасливе, поштарка                                                 |
| Самовисування   |                                |                       |                  |                                   | |
| 1               | Белецька Ольга Геннадіївна     | 02.11.2010            | вища             | член Партії регіонів              | Голубинська загальноосвітня школа, вчитель                                                               |
| 2               | Сторожева Ірина Володимирівна  | 02.11.2010            | середня          | позапартійна                      | тимчасово не працює                                                                                      |
| 3               | Смірнов Петро Леонідович       | 02.11.2010            | середня          | позапартійний                     | Бахчисарайська районна організація Кримського Республіканського товариства мисливців та риболовів, єгєрь |
| 4               | Люманов Рустем                 | 02.11.2010            | середня          | позапартійний                     | тимчасово не працює                                                                                      |
| 5               | Цимбал Сергій Юрійович         | 02.11.2010            | середня          | член Партії регіонів              | Соколінський психоневрологічний інтернат, завхоз                                                         |
| 6               | Морозова Олена Петрівна        | 02.11.2010            | середня          | позапартійна                      | приватний підприємець                                                                                    |
| 7               | Фазилова Аніфа Сєйдумарівна    | 02.11.2010            | середня          | позапартійна                      | тимчасово не працює                                                                                      |
| 8               | Коваленко Валерій Миколайович  | 02.11.2010            | середня          | член Комуністичної партії України | ПП «Зайцев О. Л.», тракторист                                                                            |
| 9               | Цюприк Сергій Миколайович      | 02.11.2010            | вища             | член Партії регіонів              | Куйбишевське лісове господарство, помічник лісничого                                                     |
| 10              | Кулабухов Олександр Вікторович | 02.11.2010            | середня          | позапартійний                     | управління Державної служби охорони, кінолог                                                             |
| 13              | Тарасова Марина Вікторівна     | 02.11.2010            | незакінчена вища | позапартійна                      | Бахчисарайський РЕС, контролер                                                                           |
| 14              | Тєйфуков Ділявер Ахтемович     | 02.11.2010            | середня          | позапартійний                     | пенсіонер                                                                                                |
| 15              | Дегаєв Василь Григорович       | 02.11.2010            | середня          | позапартійний                     | приватний підприємець                                                                                    |
| 16              | Душабаєв Абдулла Кучкарович    | 02.11.2010            | середня          | позапартійний                     | ТОВ "Спортивно-мислівський клуб «Многоріччя», зам. директора                                             |